# Elul

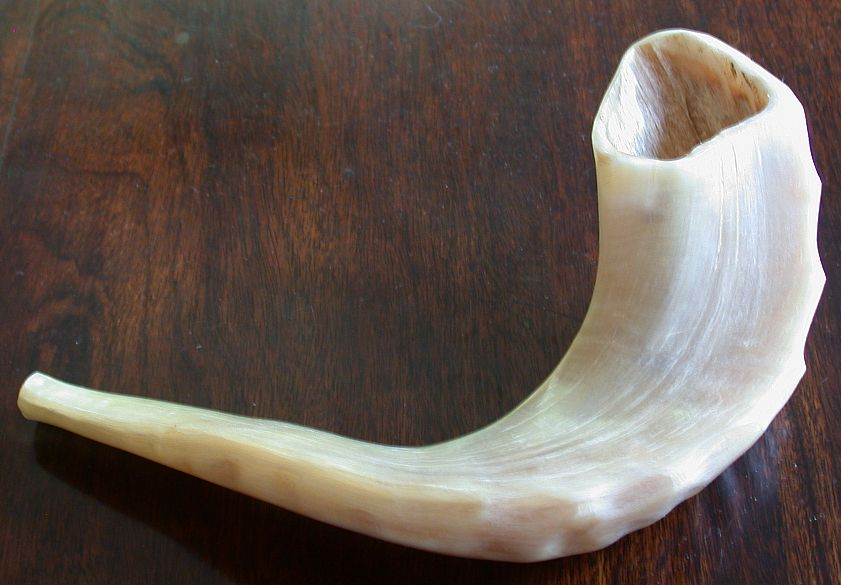
El xofar es bufa cada matí des del primer dia d'Elul fins al Roix ha-Xanà (excepte el sàbat).

Elul és el darrer mes del calendari hebreu modern. El seu nom ve d'una paraula aramea que significava "cerca", perquè l'ànima jueva es prepara, i fa examen de consciència per a les celebracions del mes següent. Per això cada dia (excepte el sàbat) es toca el xofar o banya per recordar els creients que han de pensar en els seus actes.

## Celebracions
- És el temps de recordar els morts
- Es fan dies de dejuni per fer penitència